# Rosalinda Cauich Ramírez
Rosalinda Cauich Ramírez (nacida el 24 de febrero de 1962) es una artesana mexicana especializada en canastas tejidas. Su trabajo ha sido reconocido por medio de diferentes premios.
Cauich Ramírez nació en Kopchén, una pequeña comunidad que se encuentra 22 km al suroeste de Felipe Carrillo Puerto, municipio ubicado al sureste del estado de Quintana Roo. Rosalinda recibió su primera canasta tejida como regalo de su séptimo cumpleaños; sin embargo, comenzó a fabricarlas a la edad de diez. En ese entonces, el gobernador trajo a la comunidad un instructor el cual les enseñaría el arte de tejer con diferentes fibras, Cauich Ramírez comenzó haciendo fruteros y canastas con asas. Su padre, en señal de apoyo, colectaba materiales que le fueran útiles y la apoyaba en la preparación que requiriese.
Al día de hoy, cuenta con casi cuarenta diseños básicos, entre los cuales se incluyen: canastas de diferentes formas y tamaños, figuras de animales, fruteros, bolsas, cunas, pantallas para lámpara, floreros, entre otras cosas. Rosalinda trabaja principalmente con una planta llamada guaco, una fibrosa y resistente enredadera, la cual se encuentra en altitudes elevadas en la península de Yucatán; originalmente utilizada por los habitantes de la región para crear techos de paja.
Existen once diferentes especies de guaco en Quintana Roo, el más conocido es el "tendón de sapo" en español o "chiicheních much" en maya. Si el guaco está muy duro, la artesana lo quema primero para poder quitar la corteza y de esa manera sea más sencillo partirla en tiras. Utiliza la habilidad manual que tiene para poder tejer con el guaco, pero en ocasiones utiliza los pies para tener equilibrio.
Rosalinda ha transmitido el conocimiento sobre el tejido a sus ocho hijos, sus nietos, sobrinos, e incluso a su esposo Jacinto Mex Puc. Su familia depende económicamente de dicha actividad y sus hijos trabajan en el taller con ella, además de las otras actividades que tienen.
La habilidad que tiene, le ha permitido conocer a otros artesanos a lo largo de la república mexicana y también le ha traído varios reconocimientos por la excelencia de su trabajo. Ha ganado primer lugar al realizar piezas para diferentes concursos artesanales, como lo fue en el Concurso Nacional de Fibras Vegetales en la categoría de Fibras Semi Rígidas en el año 2011, concurso organizado por FONART. En el año de 1996 recibió un diploma por ser uno de los 150 Grandes Maestros del Fomento Cultural Banamex, por la labor que ha hecho; y en 2011  fue nombrada mujer ilustre para el estado de Quintana Roo por el gobernador Félix González Canto.